# Hlotse

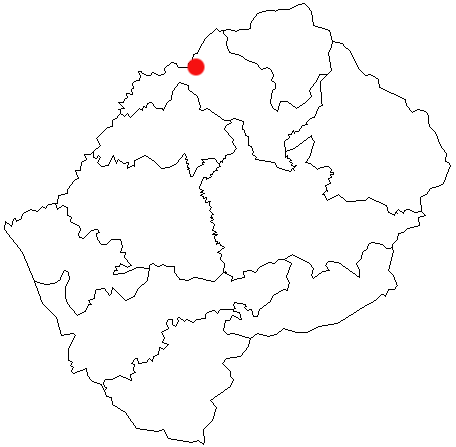
Lage innerhalb von Lesotho

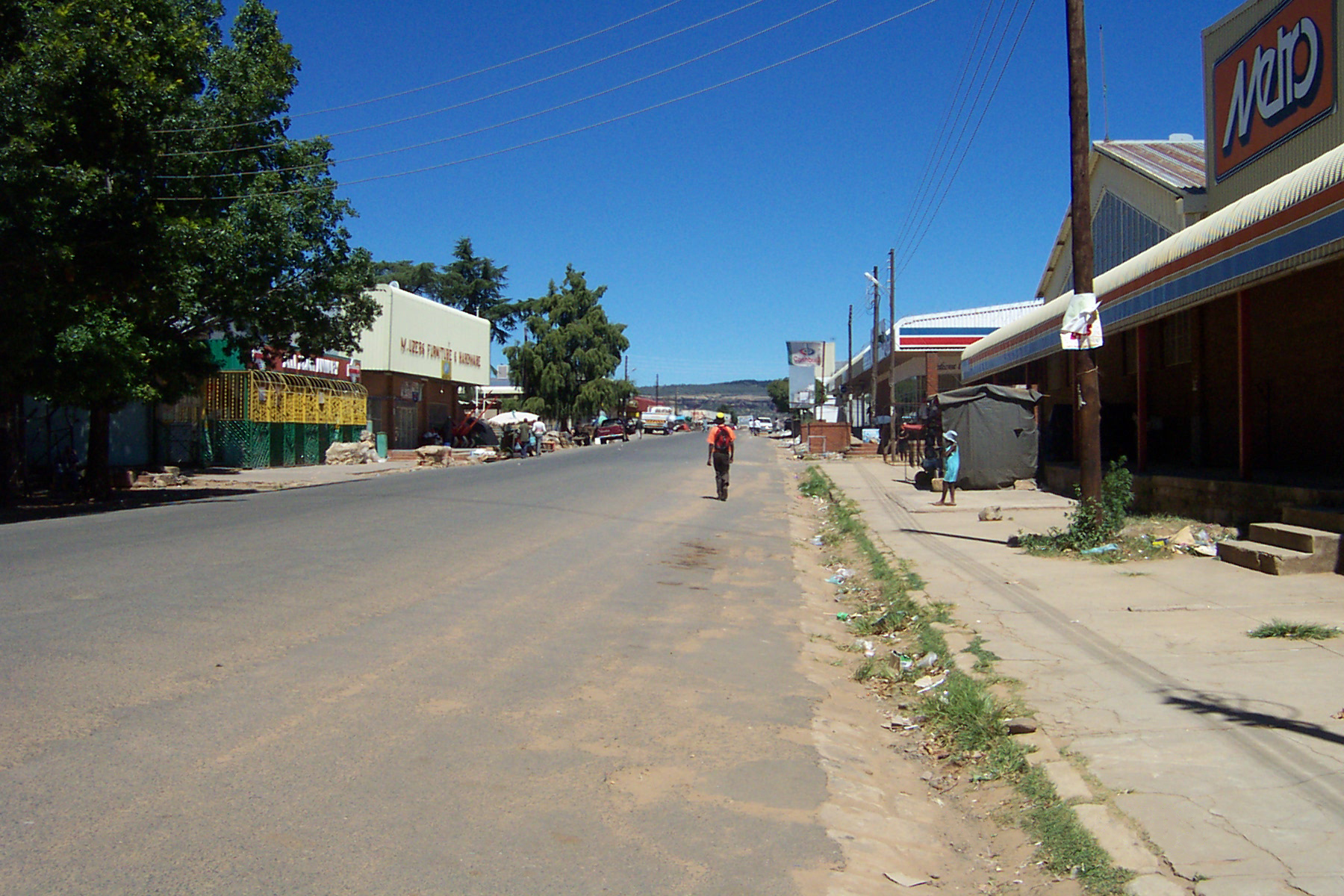
Hlotse, Zentrum

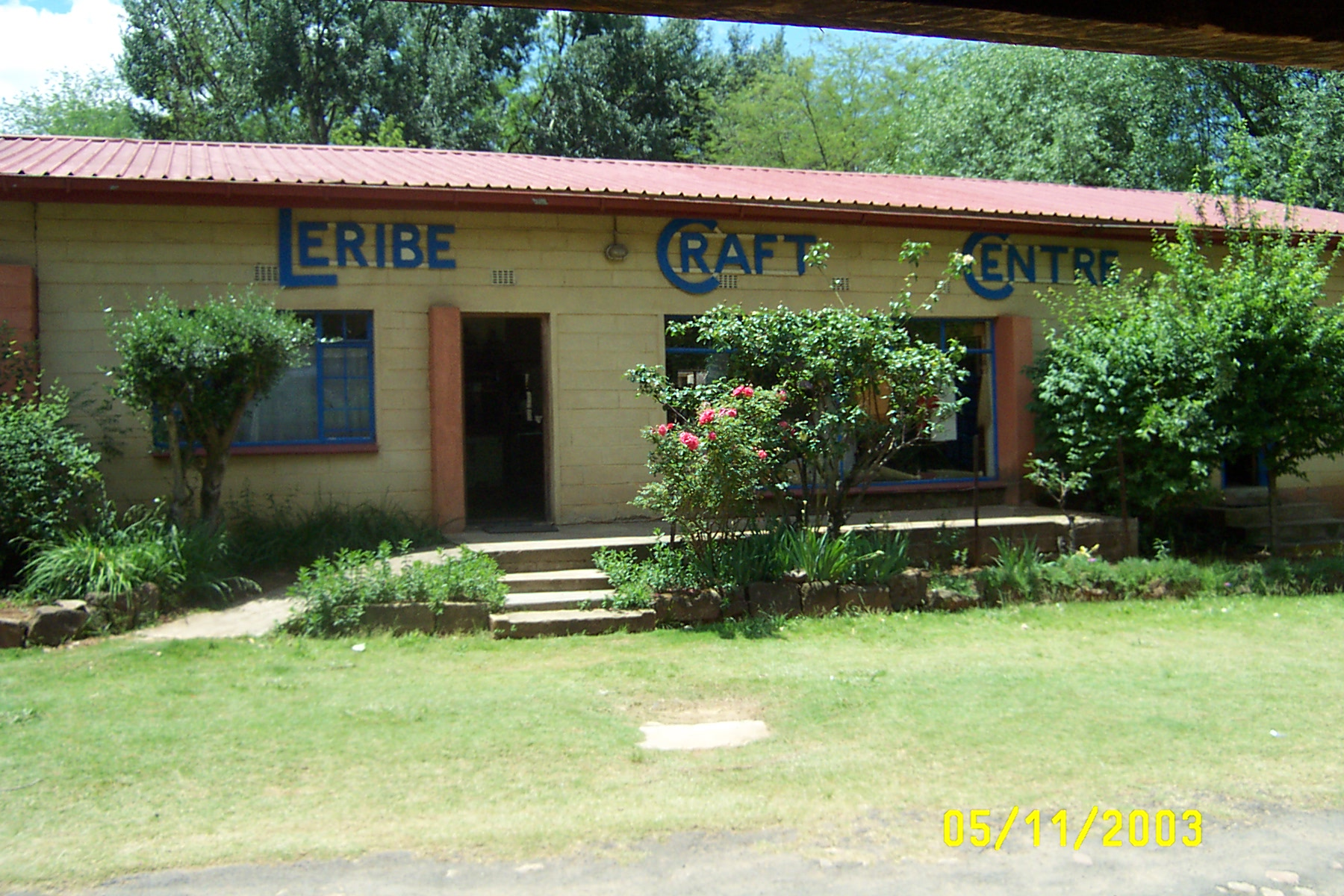
Leribe Craft Center

Hlotse [ˈɬlɔtsɪ], auch Leribe genannt, ist eine Stadt im Norden von Lesotho und Hauptstadt des Distrikts Leribe. Die Stadt liegt 75 Kilometer nordöstlich von Maseru, nahe der Grenze zu Südafrika am Fluss Thlotse.

## Bevölkerung
Im Jahr 2016 hatte Hlotse 38.558 Einwohner.
Bevölkerungsentwicklung:
| Jahr              | Einwohner |
| ----------------- | --------- |
| 1986 (Zensus)     | 9.595     |
| 2001 (Schätzung)  | 35.000    |
| 2006 (Berechnung) | 50.908    |
| 2016 (Zensus)     | 38.558    |

## Geschichte
Der Ort wurde 1876 von dem britischen Missionar John Widdicombe gegründet. Ursprünglich hieß er Thlotse nach dem Fluss südlich der Stadt. Der oft verwendete zweite Name der Stadt, Leribe, stammt von der acht Kilometer entfernten französischen Leribe Mission, die 1859 von François Coillard gegründet wurde.
1879 ließ der britische Major Bell einen Befestigungsturm errichten, der auch heute noch am Marktplatz der Stadt steht und zu den drei ältesten erhaltenen Gebäuden Lesothos zählt. Im Gun War (Gewehrkrieg) 1880–81 und in darauf folgenden Auseinandersetzungen wurde Hlotse mehrfach belagert.
Hlotse ist seit 1952 römisch-katholischer Bischofssitz des Bistums Leribe.

## Besonderheiten
Hlotse ist Ausgangspunkt für die Fahrt über den 3090 Meter hohen Mafika-Lisiu-Pass und weiter zum Katse-Stausee.

## Persönlichkeiten
- Kellelo Justina Mafoso-Guni (* 1945), Juristin
- Mafa Sejanamane (* 1951), Politikwissenschaftler, geboren in Hlotse